# Fives
Fives is een plaats in het Franse Noorderdepartement en een wijk van de stad Rijsel. Fives was een zelfstandig gemeente tot 1858, toen het bij Rijsel werd aangehecht. Fives ligt ten oosten van de stadskern. In het noordoosten ligt buurgemeente Mons-en-Barœul, in het oosten Hellemmes-Lille.

## Geschiedenis

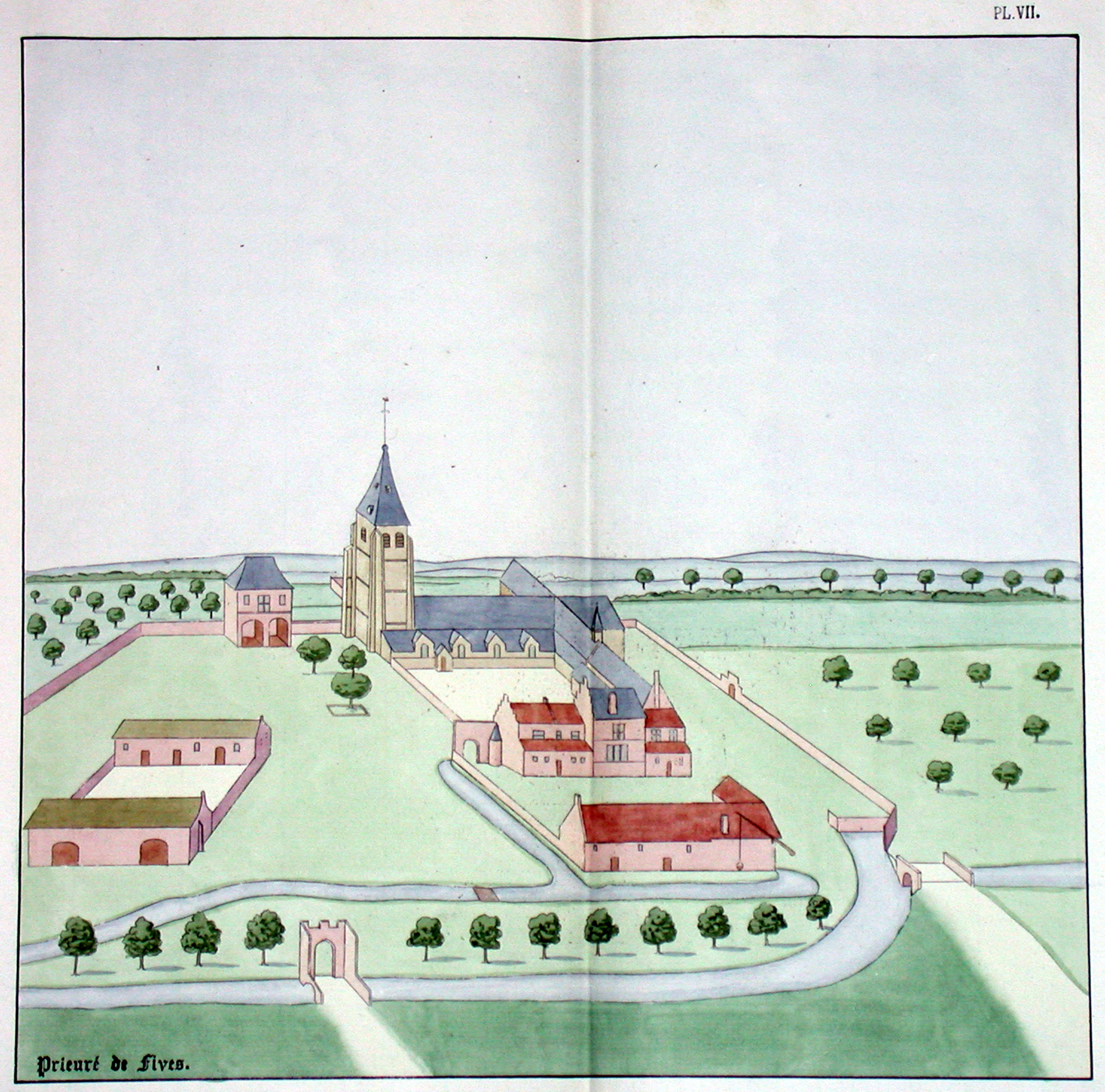
De cluniazencer priorij, 17de eeuw

In 1066 behoorde Fives tot de kasselrij van Rijsel en vormde het een onafhankelijke parochie met Fâches (Fâches-Fives). Omstreeks 1130 werd er een priorij opgericht. De monniken kregen gronden die al vooraf ontgonnen waren. Omstreeks 1200 werd Fives een zelfstandige parochie.
In 1485, 1491 en 1498 werd Fives drie maal platgebrand door de Fransen. In de 16de eeuw verleende de Spaanse koning Filips II de toestemming voor het aanleggen van een kanaal van Rijsel naar Fives voor het afvoeren van vervuild water naar de Marke. In 1579 plunderden de Geuzen Fives.
Tussen 1815 en 1845 vestigden zich drie katoenspinnerijen in Fives, dat tot dan toe ruraal was gebleven. Bij keizerlijk decreet werd Fives in 1858, net als Esquermes, Moulins-Lille en Wazemmes, aangehecht bij Rijsel. In de tweede helft van die eeuw kende Fives een sterke ontwikkeling dankzij de komst van de spinnerij, de metallurgie en later ook de automobielindustrie. In 1861 werd het bedrijf Fives Cail Babcock gesticht. Dit bedrijf zou duizenden locomotieven, spoorwegbruggen en enkele spoorwegstations bouwen. De Église Notre-Dame uit 1856, ontworpen door Charles Leroy, moest al gauw vergroot worden met een tweede zijbeuk in 1869 voor de groeiende bevolking. Tussen 1860 en 1920 verzesvoudigde de bevolking en in de wijk vestigden zich enkele grote namen, zoals Peugeot en de Compagnie de Fives-Lille, dat tot 8000 mensen tewerkstelde. Peugeot, en later Fives Cail, sloten er echter hun deuren in de jaren 1990. Sindsdien moet een reconversie de wijk weer nieuw leven inblazen.

## Bezienswaardigheden
- De Église Notre-Dame uit 1854
- De Église Saint-Louis uit 1959
- De Église Saint-Sacrament uit 1954

## Sport
In Fives speelde voetbalclub SC Fives. De club werd in 1933/34 tweede in de Franse competitie. In 1944 ging de club op in fusieclub Lille OSC.